# Carlo Scognamiglio (ciclista)
Carlo Scognamiglio (Seriate, 31 maggio 1983) è un ex ciclista su strada italiano, professionista dal 2006 al 2011.

## Palmarès

### Strada
- 2004 (U.C. Bergamasca 1902, una vittoria)

Trofeo Mario Zanchi

## Piazzamenti

### Grandi Giri
- Giro d'Italia

2008: 126º

### Classiche monumento
- Milano-Sanremo

2008: 69º
2009: 26º
2010: ritirato
- Giro delle Fiandre

2008: ritirato
2009: ritirato
- Parigi-Roubaix

2008: ritirato
- Liegi-Bastogne-Liegi

2006: ritirato
2007: 94º
- Giro di Lombardia

2007: 85º

### Competizioni europee
- Campionati europei

Otepää 2004 - In linea Under-23: 119º